# Старопетровська сільська рада
Старопетро́вська сільська рада (рос. Старопетровский сельский совет) — муніципальне утворення у складі Бірського району Башкортостану, Росія. Адміністративний центр — село Пітяково.
Станом на 2002 рік центром сільради було село Старопетрово.

## Населення
Населення — 1282 особи (2019, 1380 у 2010, 1430 у 2002).

## Склад
До складу поселення входять такі населені пункти:
| Населений пункт            | Населення, осіб (2002) | Населення, осіб (2010) |
| -------------------------- | ---------------------- | ---------------------- |
| Бекмурзино, село           | 389                    | 391                    |
| Луч, хутір                 | 6                      | 6                      |
| Мансурово, присілок        | 19                     | 10                     |
| Новобіктімірово, присілок  | 36                     | 34                     |
| Новопетрово, село          | 25                     | 21                     |
| Пітяково, село             | 625                    | 615                    |
| Симкино, село              | 55                     | 27                     |
| Соновий Бор, присілок      | 59                     | 55                     |
| Старобіктімірово, присілок | 2                      | 5                      |
| Старопетрово, село         | 214                    | 216                    |